# Хашомер Хацаир
Хашомер Хацаир (срп. Млади Стражар, хеб. הַשׁוֹמֵר הַצָעִיר) је социјалистичко-ционистички, секуларни омладински покрет Јевреја, основан 1913. године у Галицији, инспирисан идејом припреме младих људи за одлазак Јевреја у Земљу Израел (Erec Jisrael), како се тада називала Палестина.

## Опште информације
Хашомер хацаир настао је као резултат спајања две групе, Хашомер („Стража”) ционистичке извиђачке групе и Сионске омладине која је представљала идеолошки круг који је проучавао ционизам, социјализам и јеврејску историју. Хашомер хацаир је најстарији ционистички омладински покрет који још увек постоји. У почетку марксистичко-ционистички, на покрет су утицале идеје Бер Борохова и Густава Винекена, као и Баден-Повела и немачког покрета Вандервогел. Хашомер хацаир је веровао да се ослобађање јеврејске омладине може постићи имиграцијом у Палестину и животом у кибуцима. После Првог светског рата покрет се проширио на јеврејске заједнице широм света као извиђачки покрет.
Циљ ове организације је физичко и психичко припремање јеврејске омладине за одлазак у Палестину, укључивање у њену обнову, као и изградњу социјалистичког друштва унутар пољопривредних организација и скупова. Хашомер хацаир је сматрао да се јеврејско питање може решити једино мирољубивом изградњом социјалистичке јеврејске домовине на тлу тадашње Палестине.
Чланови покрета настанили су се у Мандатној Палестини већ 1919. године, а 1927. четири кибуца, која је основао Хашомер хацаир, удружили су се и формирали покрет Кибуц (енгл. The Kibbutz Movement, хеб. התנועה הקיבוצית). Покрет је такође формирао политичку странку која је делила име Хашомер хацаир, заговарајући двонационално решење у Мандатној Палестини са равноправношћу између Арапа и Јевреја. Због тога су, када се мала група ционистичких лидера маја 1942. године састала у Њујорку у хотелу Билтмор, представници Хашомер хацаира гласали против такозваног Билтмор програма.

## Развијање и Холокауст
До 1939. године Хашомер хацаир је имао 70.000 чланова широм света. База чланства покрета била је у источној Европи. Појавом Другог светског рата и Холокауста, припадници Хашомер хацаира усредсредили су пажњу на отпор против нациста. Мордек Аниелевич (енгл. Mordechai Anielewicz), вођа варшавског огранка Хашомер хацаира, постао је лидер Јеврејске борбене организације и један од вођа устанка у Варшавском гету. Остали чланови покрета били су укључени у јеврејски отпор и спасавање у Мађарској, Литванији и Словачкој. Лидери Хашомер хацаира у Румунији, ухапшени су и погубљени због антифашистичких активности.
После рата, покрет је био укључен у организовање имиграције јеврејских избеглица у Палестину. Чланови су такође били укључени у војни покрет Хаганах (хеб. הַהֲגָנָה), као и у вођство Палмаха (хеб. פלמ"ח).

## Хашомер Хацаир у Југославији и Новом Саду
Овај покрет јеврејске омладине у Југославији посебно се почео ширити око 1930. године. У то време, тачније у јесен 1931. године, Хашомер хацаир и у Новом Саду пушта корен, ствара свој дом, „кен” (срп. гнездо), како су се свуда називале просторије његових месних организација. Основна организација у било ком месту-граду био је кен, а у кену квуца (вод, група). У њима је јеврејска омладина, поред недвосмисленог ционистичког васпитања, добијала и озбиљно марксистичко васпитање.
Хашомер хацаир обухватао је омладину од 9, 10 до 20, 22 године живота, подељену према узрасту у групе од по 10,15 омладинаца односно омладинки. Иста годишта чинила су једну шихву (васпитни степен). Оваква група („квуца”) имала је врло богат и садржајан културни, политички, васпитни, спортски и скаутско-извиђачки рад, васпитавајући високо морални колективистички дух. Тај рад, увек подешен према узрасту припадника групе, био је посебно интензиван током летњих (ређе зимских) скупова Хашомер хацаира из целе земље, а међу којима су се налазили и будући народни хероји Југославије и будући високи војни руководиоци наше земље и Израела. „Старији” припадници Хашомер хацаира (од 17. до 20, 22. године живота) посебно су, озбиљно и систематски, учили историју, нарочито јеврејску, социологију, дијалектички материјализам, психологију и психоанализу, пратили књижевност, а од малих ногу учили јеврејски језик. 
Најмлађи припадници кена звали су се бне мидбар (синови пустиње); нешто старији, они од 12 до 14 година били су кфирим (лавићи), између 14 и 15 година били су цофим цаирим (млади извидници), између 16 и 17 година цофим (извидници). Од 17 до 18 година цофим богрим (дозрели извидници), а од 18 година богрим (дозрели). Свака квуца имала је своје име, обично према некој историјској личности (нпр. Бар Кохба, вођа устанка против Римљана) или према неком симболу (нпр. Солел, градитељ пута).
Квуца је имала свог вођу „менахела” (руководиоца), који је обично био две-три године старији од оних за које је био „задужен”. До извидника, квуце су редовно биле одвојене за дечаке и за девојчице, а касније су биле заједничке. Последња шихва није имала руководиоца, већ је свој рад и живот организовала сама.
У покрету се носила посебна одећа са широком марамом, око врата везаном на посебан начин. Одећа и марама су се унеколико разликовале зависно од узраста. Те униформе су се носиле када се ишло у природу, на излете и логоровања.
Квуца је представљала такав колектив, какав се ретко где данас може срести. Припадници квуце нису имали свој новца већ је постојао благајник коме се предавао сав новац, џепарац или новац зарађен или добијен на неки други начин. Благајник се бринуо о свим трошковима групе ван школе и куће (за излете, за сладолед, за улазнице за биоскоп, за позориште; у Новом Саду је пред рат позориште било међу омладином веома популарно, посебно они комади који су имали социјалну садржину). Хашомер хацаир у Новом Саду, као и у већини других места у Југославији, био је састављен претежно од  средњошколске омладине средњег или имућног материјалног стања, тако да је џепарца увек било и никада се није десило да било ко са неком мотивацијом покуша да задржи неки динар за себе. Заправо,  тако нешто није се могло ни замислити јер би то неминовно значило изолацију, бојкот и отпадање од покрета, од средине.
С пуних 20 или 22 године, односно са завршеном средњом школом, долазила је хахшара (припрема), одлазак на пољопривредна имања или изучавање погодних заната. Такво једно пољопривредно добро било је имање Голенић, крај Подравске Слатине, где су се налазили припадници покрета из целе Југославије, а једна хахшара за изучавање заната била је у Новом Саду. 
Животни век Хашомер хацаира у Југославији трајао је десетак година. Депортацијом Јевреја нестали су и бројни припадници Хашомер хацаира. У Загребу је преко 300 јеврејских омладинаца затворено још у априлу-мају месецу, међу њима и многи припадници Хашомер хацаира, и убрзо после тога убијени су у логору „Даница” у Дрњу крај Копривнице, а већ у августу једва да их је било и у Србији.  Тамо где су игром судбине и случаја преостали понеки омладинци из Хашомер хацаира, готово без изузетка су прилазили Народно ослободилачком покрету и НОБ-у у Србији, Босни, Македонији, Хрватској.
За ово кратко време колико је постојао Хашомер хацаира дао је доста. Дао је, поред много чега другог и језгро за оснивање два нова кибуца у Израелу, а то и јесте био основни идеал и циљ овог покрета.  

## Данас
Данас Хашомер хацаир наставља као омладински покрет са седиштем у Израелу и делује на међународном нивоу. У Европи, Северној и Латинској Америци, као и у Аустралији,Хашомер хацаир организује активности и кампове (мацханот) за младе. Активности су још увек идеолошке, али временом су прилагођене потребама савремених заједница, знатно другачијих од контекста у којем је створен Хашомер хацаир.
Покрет има више од 7.000 чланова широм света (без Израела) који воде недељне омладинске активности и кампове у Немачкој, Канади, Сједињеним Државама, Мексику, Венецуели, Бразилу, Аргентини, Уругвају, Чилеу, Француској, Белгији, Аустрији, Италији, Швајцарској, Холандији, Мађарској, Бугарској, Белорусији, Украјини, Аустралији и Пољској.